# Pristimantis incertus
Pristimantis incertus là một loài động vật lưỡng cư trong họ Strabomantidae, thuộc bộ Anura. Loài này được Lutz mô tả khoa học đầu tiên năm 1927.